# 福井町 (阿南市)
福井町（ふくいちょう）は、徳島県阿南市の町名。2014年3月31日現在の人口は2,341人、世帯数は895世帯。郵便番号は〒779-1620。

## 地理
阿南市の南部に位置。南は海部郡美波町、西は新野町、北は橘町、東は椿町に接する。
南に高く北に低い地形である。ほぼ中央に福井川が北東流し橘湾に注ぐ。

### 山岳
- 後世山
- 愛宕山
- 一升ヶ森

### 河川
- 福井川

### 小字
| - 赤崎 - 阿部谷 - 色面 - 内歩 - 馬路 - 大坂 - 大谷 - 大戸 | - 大西 - 大原 - 大丸 - 大宮 - 貝谷 - 柿谷 - 鉦打 - 寒谷 | - 北棚田 - 北田 - 久保野 - 高田 - 小谷 - 小野 - 小袴 - 古毛 | - 裂股 - 下原 - 実用 - 棚田 - 茶畦 - 中連 - 露口 - 出見 | - 土佐谷 - 土井ケ崎 - 動々原 - 中内 - 長谷川 - 長野 - 西の前 - 袴 | - 羽広 - 浜田 - 日の地 - 平田 - 舟端 - 古津 - 辺川 - 湊 | - 宮宅 - 元末 - 森 - 山下 - 吉谷 |  |

## 歴史
元は那賀郡福井村で、1955年（昭和30年）に同郡橘町の大字となる。1958年（昭和33年）に阿南市が誕生し、現在の阿南市福井町となる。

## 施設

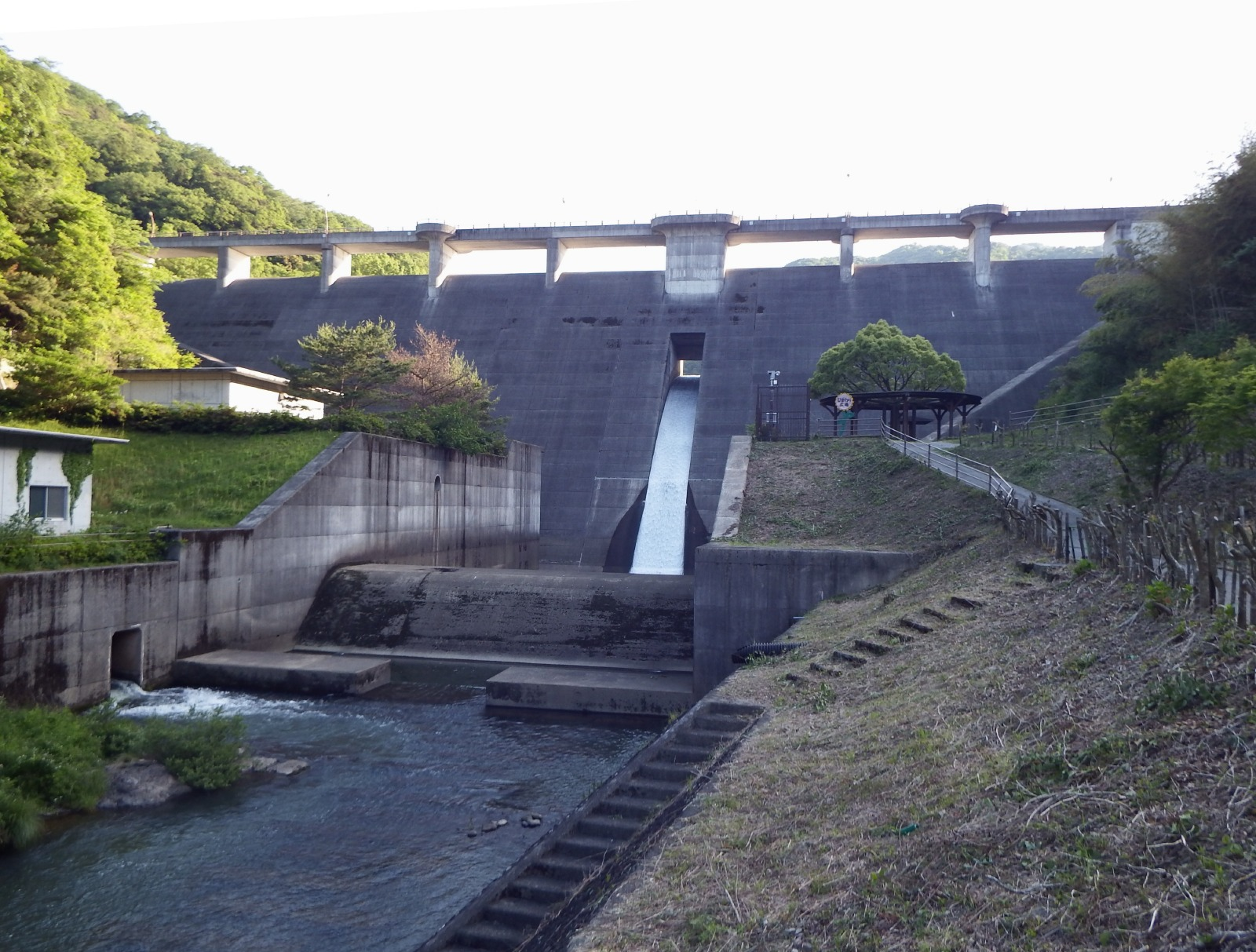
福井ダム

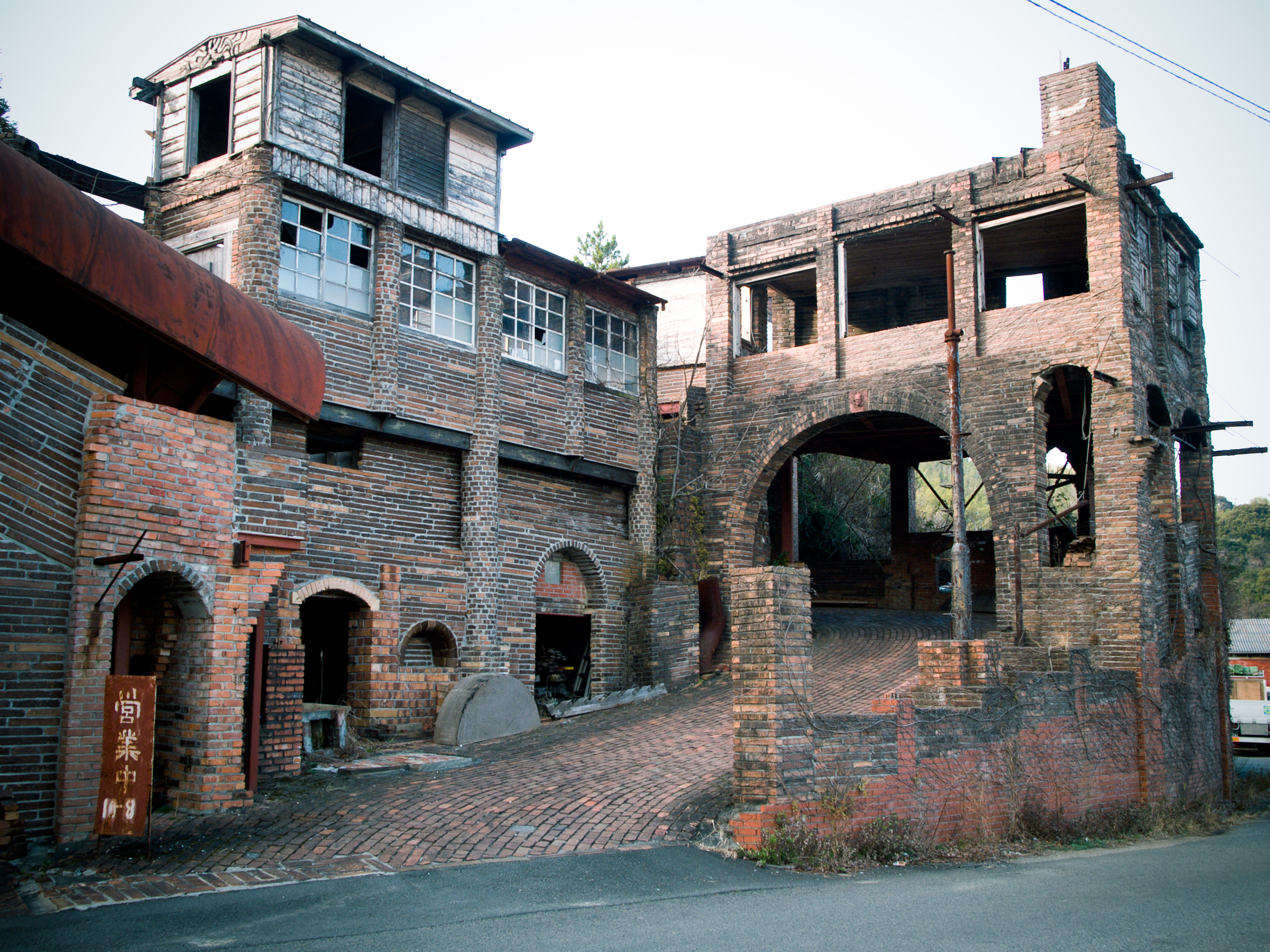
喫茶・大菩薩峠

### 公共施設
- 福井郵便局
- 福井ダム
- 福井ダム公園（福井ダム資料館）

### 教育機関
- 阿南市立福井中学校
- 阿南市立福井小学校
- 阿南市立福井南小学校 （休校中）

### 社寺・史跡
- 金刀比羅神社
- 大宮八幡神社
- 弥谷観音堂 - 四国八十八箇所二十二番札所平等寺奥の院
- 真光寺 - 那賀郡坂東三十三ヶ所観音霊場2番札所
- 金林寺 - 阿波七福神霊場・弁財天

### その他
- Jパワー&よんでん Waンダーランド
- 大菩薩峠 - 喫茶店

## 交通

### 鉄道

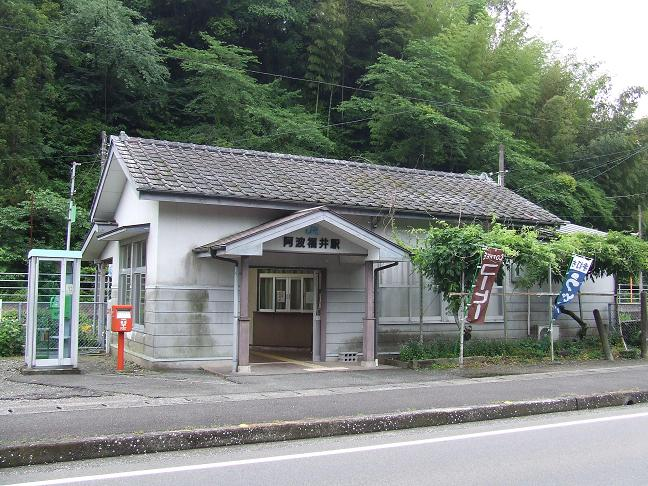
阿波福井駅

四国旅客鉄道（JR四国）牟岐線が通り、阿波福井駅が設置されている。

### 道路
地域高規格道路
- 福井道路（阿南安芸自動車道） - 現在未開通
- 日和佐道路 （阿南安芸自動車道）
  - 小野インターチェンジ

国道
- 国道55号

都道府県道
- 徳島県道25号日和佐小野線
- 徳島県道26号由岐大西線
- 徳島県道200号蒲生田福井線
- 徳島県道287号福井椿泊加茂前線
- 徳島県道288号小勝島公園線

### 路線バス
徳島バス
- 福井大原
- 南鵠
- 大西
- 中内
- 椿地
- 椿地上